# Arvid Holmberg
Arvid Holmberg (Malmö, 10 de outubro de 1886 — Malmö, 11 de setembro de 1958) foi um ginasta sueco que competiu em provas de ginástica artística.
Holmberg é o detentor de uma medalha olímpica, conquistada na edição britânica, os Jogos de Londres, em 1908. Nesta ocasião, competiu como ginasta na prova coletiva. Ao lado de outros 37 companheiros, conquistou a medalha de ouro, após superar as nações da Noruega e da Finlândia.